# Андреа Подманікова
Андреа Подманікова (словац. Andrea Podmaníková; нар. 23 лютого 1998, Топольчани, Нітранський край, Словаччина) — словацька плавчиня.
Учасниця Олімпійських Ігор 2020 року, де в попередніх запливах на дистанціях 100 і 200 метрів брасом посіла 28-ме і 30-те місця й не потрапила до півфіналів.